# پناهگاه سانتا ماریا آفریقا
پناهگاه سانتا ماریا دِ آفریقا (به اسپانیایی: Santuario de Santa María de África) یک کلیسای کاتولیک در شهر اسپانیایی سئوتا است و در یک درون‌بوم و برون‌بوم کوچک اسپانیایی در شمال آفریقا واقع شده‌است.

## تاریخچه
تاریخچه این کلیسا به عکسی برمی‌گردد که توسط هنری دریانورد گرفته شده و گفته‌است او این عکس را مقدس می‌دانست و به همین منظور آن را سانتا ماریا در آفریقا نامگذاری کرد.

## نگارخانه

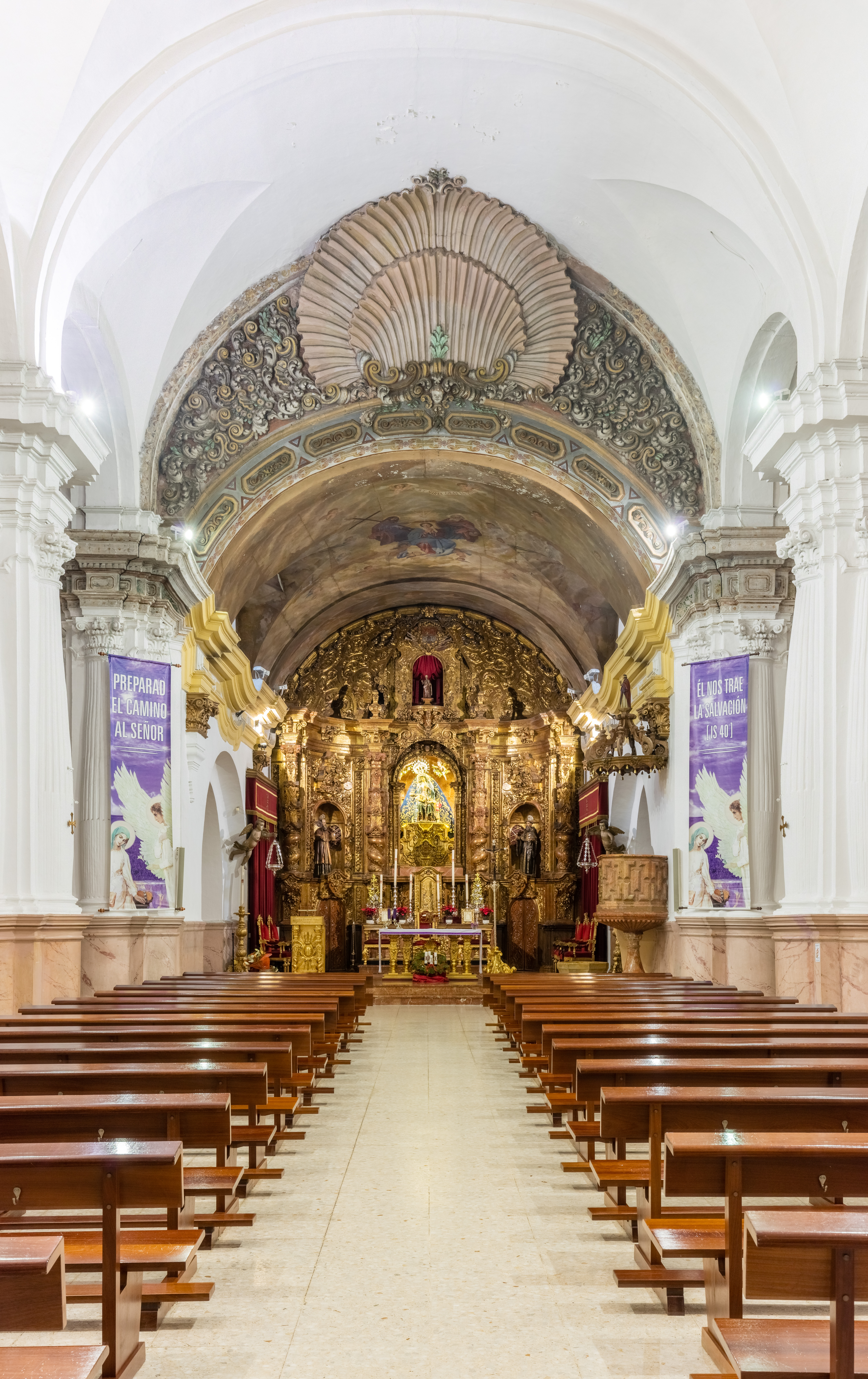
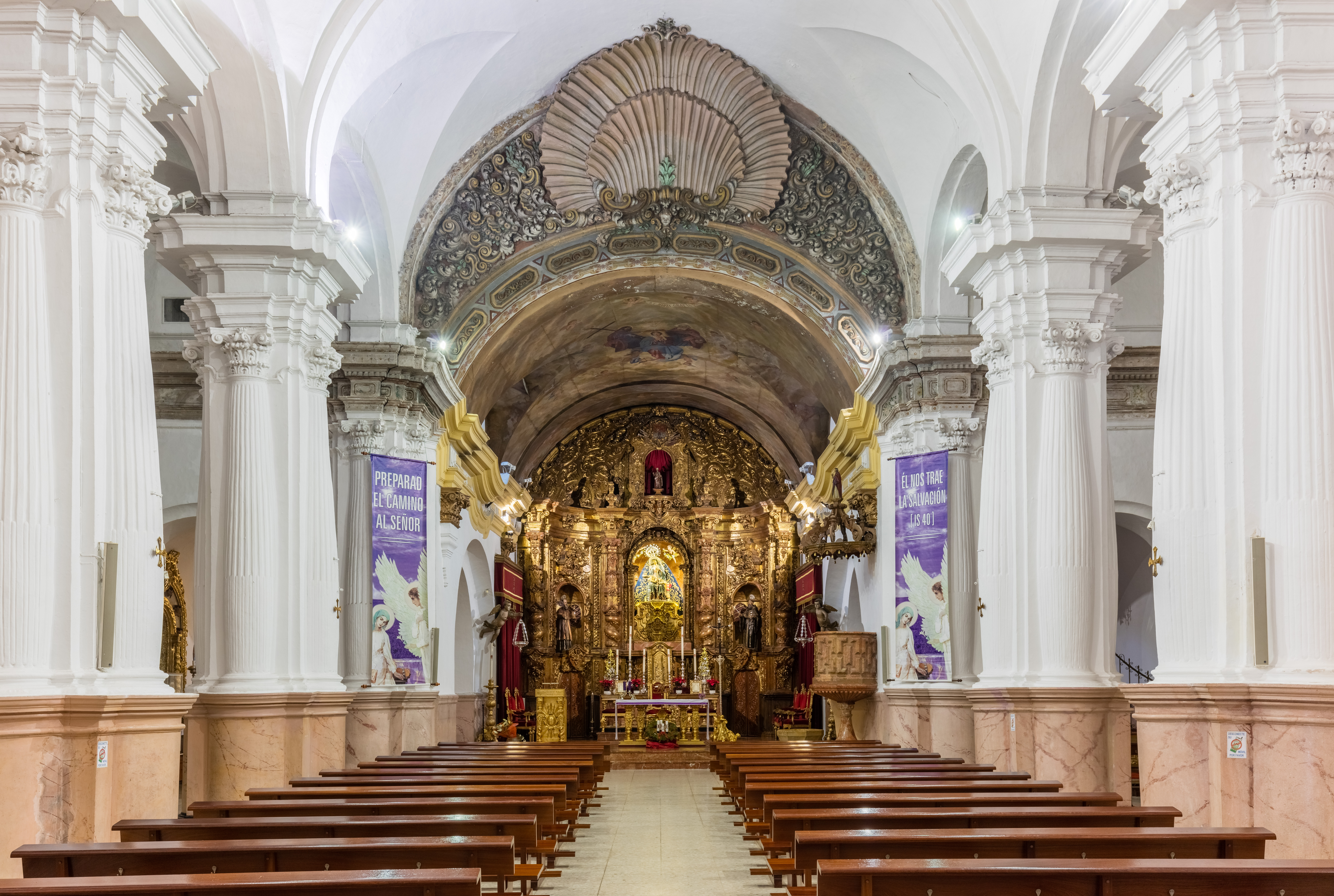
شبستان اصلی
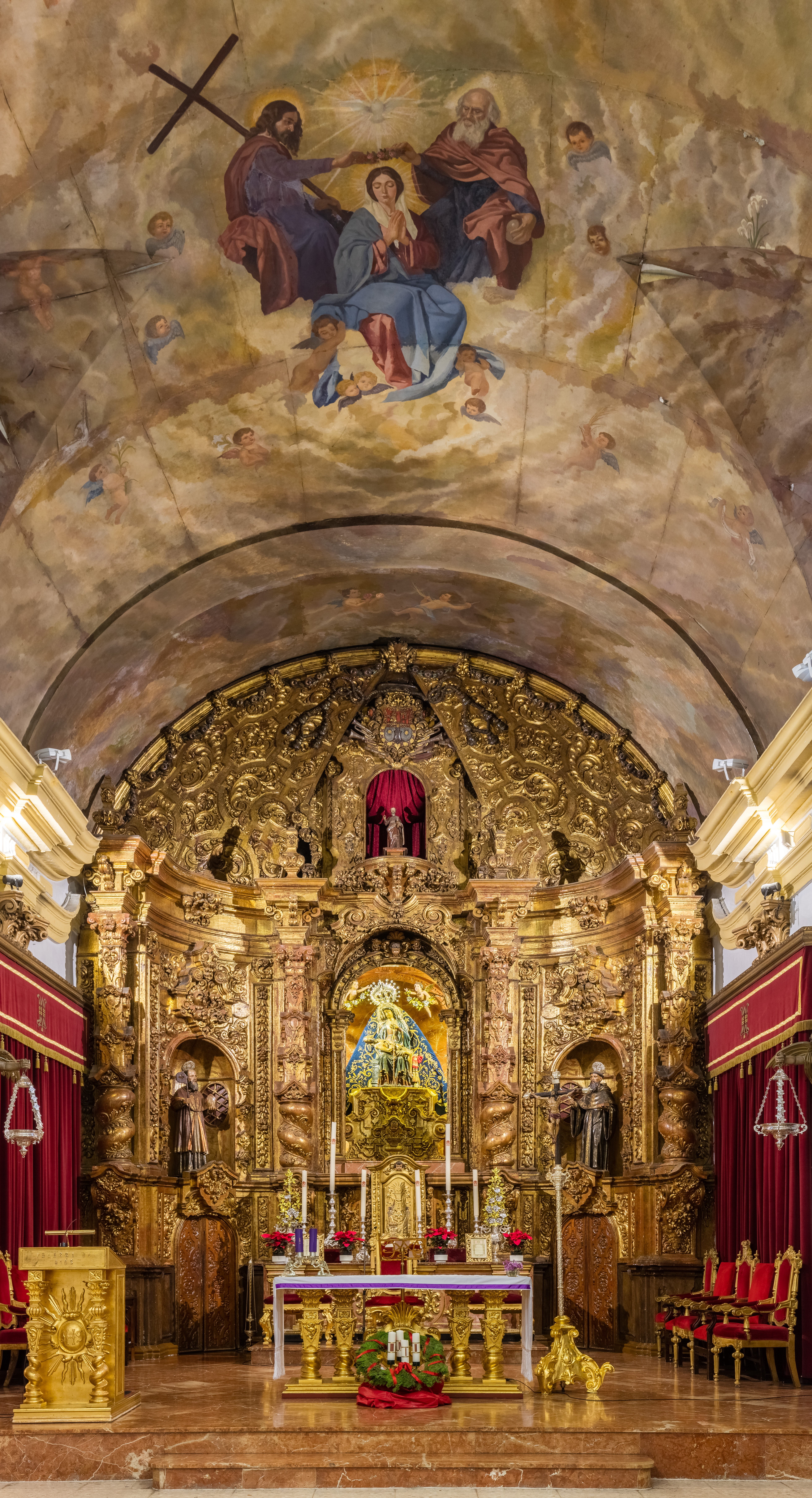
محراب کلیسا  که آخرین‌بار در نیمه اول سدهٔ ۱۸ میلادی نوسازی شد